# Silvinichthys mendozensis
Silvinichthys mendozensis és una espècie de peix de la família dels tricomictèrids i de l'ordre dels siluriformes.

## Morfologia
- Els mascles poden assolir 7,3 cm de longitud total.
- Nombre de vèrtebres: 39-43.[4]

## Hàbitat
És un peix d'aigua dolça i de clima temperat.

## Distribució geogràfica
Es troba a Sud-amèrica: conca del riu Mendoza a l'Argentina.